# Ciência e tecnologia no Azerbaijão
Ciência e Tecnologia é um dos principais campos da política do Estado que geralmente acfeta todos os aspectos do Azerbaijão. A Academia Nacional de Ciências do Azerbaijão (ANAS) é considerada a agência central de ciência e tecnologia para implementar a política de estado nesse campo.

## Política científica
As principais prioridades da política científica são a provisão de acções de melhoria sustentável em ciência e tecnologia, a manutenção do potencial científico e tecnológico, a preparação de recursos humanos altamente qualificados em ciência e tecnologia e o aumento do valor laboral dos trabalhadores científicos.

## Tendências no financiamento da ciência
As estatísticas revelam que o Azerbaijão gastou 0,2% do seu produto interno bruto (PIB) em desenvolvimento científico em 2016. Desde 2000, esta tendência tem sido estável. A participação do Azerbaijão nas pesquisas científicas foi de 0,3% do PIB em 2000 e 2009. A parte das despesas com pesquisa em produto interno bruto diminuiu desde 2009 para 0,2% do PIB (2016).

## Cientistas notáveis
Vários cientistas do Azerbaijão, incluindo Lotfi A. Zadeh na teoria dos conjuntos difusos, deram contribuições significativas à comunidade científica local e internacional. Outros cientistas notáveis do Azerbaijão incluem Nazim Muradov, Azad Mirzajanzade, Yusif Mammadaliyev, Lev Landau, Garib Murshudov, Kalil Kalantar, Alikram Aliyev, Masud Afandiyev, entre outros.

## Publicações científicas
Há mais de 20 revistas científicas publicadas periodicamente, incluindo “Problems of Information Technologies”, “Problems of the Information Society” e várias publicações científicas da Academia Nacional de Ciências do Azerbaijão em vários campos da ciência.